# Oregoni juhar
Az oregoni juhar vagy nagylevelű juhar (Acer macrophyllum) a szappanfavirágúak (Sapindales) rendjébe és a szappanfafélék (Sapindaceae) családjába tartozó faj. Feltűnően nagy levelei, virágai és termései miatt könnyen felismerhető.

## Elterjedése
Észak-Amerika nyugati részén honos.

## Leírása
Terebélyes, oszlopos 25 méter magas lombhullató fafaj. Kérge szürkésbarna, hosszában repedezett vagy gyengén barázdált. A levelek tenyeresen osztottak, három-öt karéjúak, 25 cm hosszúak és 30 cm szélesek. Gyéren, de mélyen fogazottak. Sötétzöldek, fonákjuk fiatalon myolyhos. Levélnyelük hosszú, ősszel élénksárgára, narancsbarnára színeződnek. A virágok sárgák, illatosak, lecsüngő 25 cm-es fürtökben a levelekkel egy időben, tavasszal nyílnak. Termése szőrös, 5 cm-es termésszárnyú ikerlependék, amelyek simák és merőlegesek egymásra.

## Képek

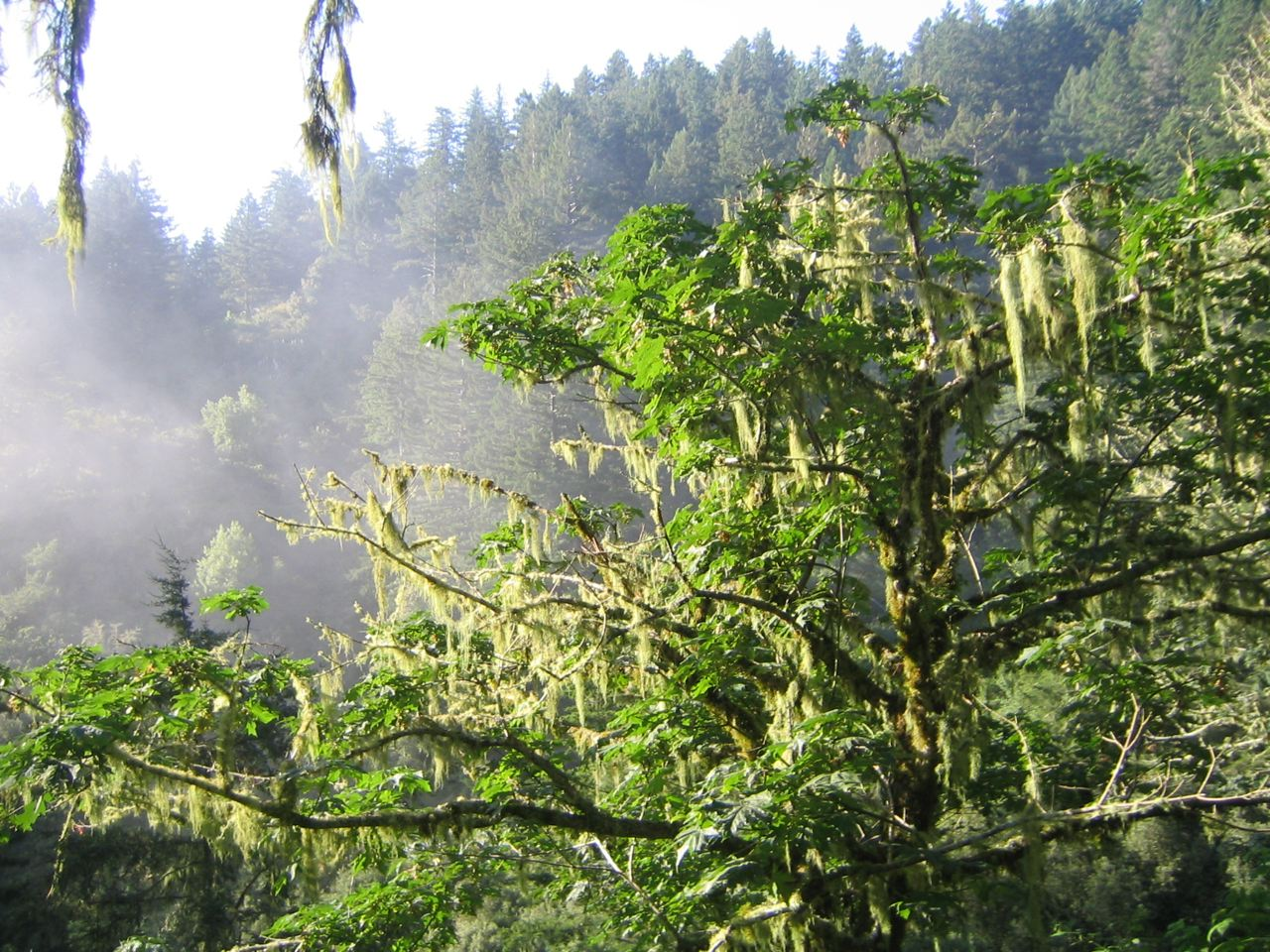
Habitusa
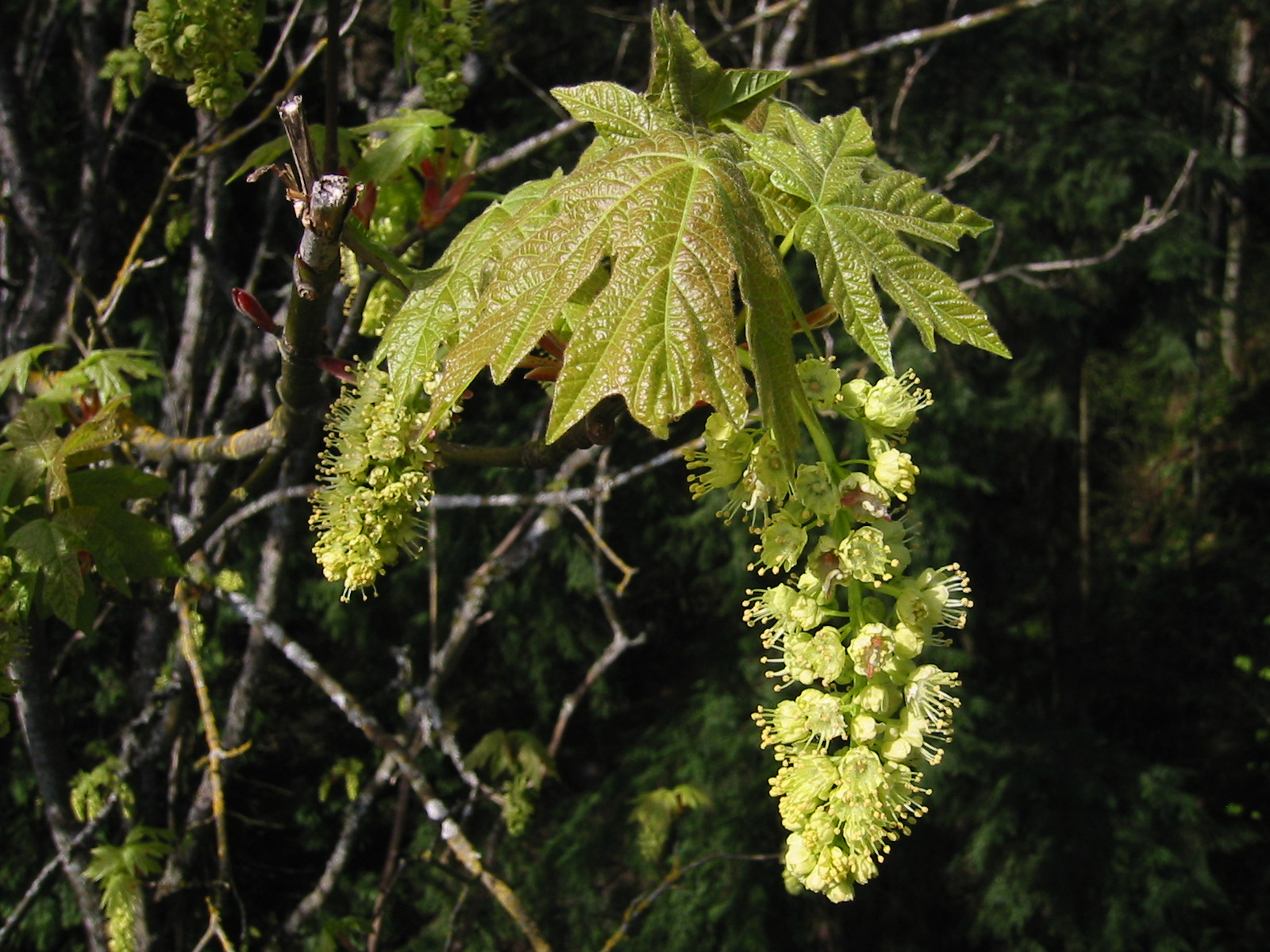
Virágzata
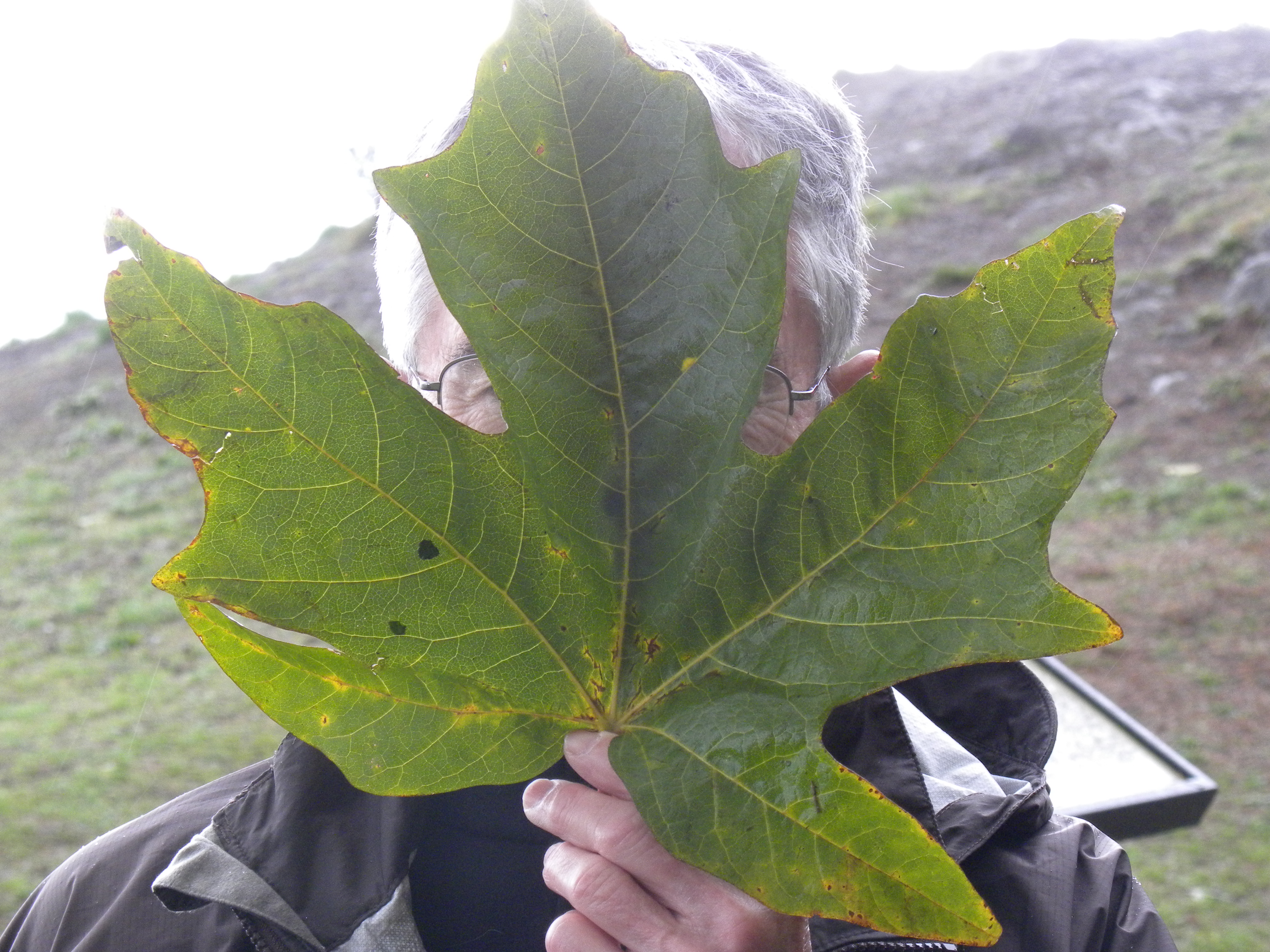
Egy levele
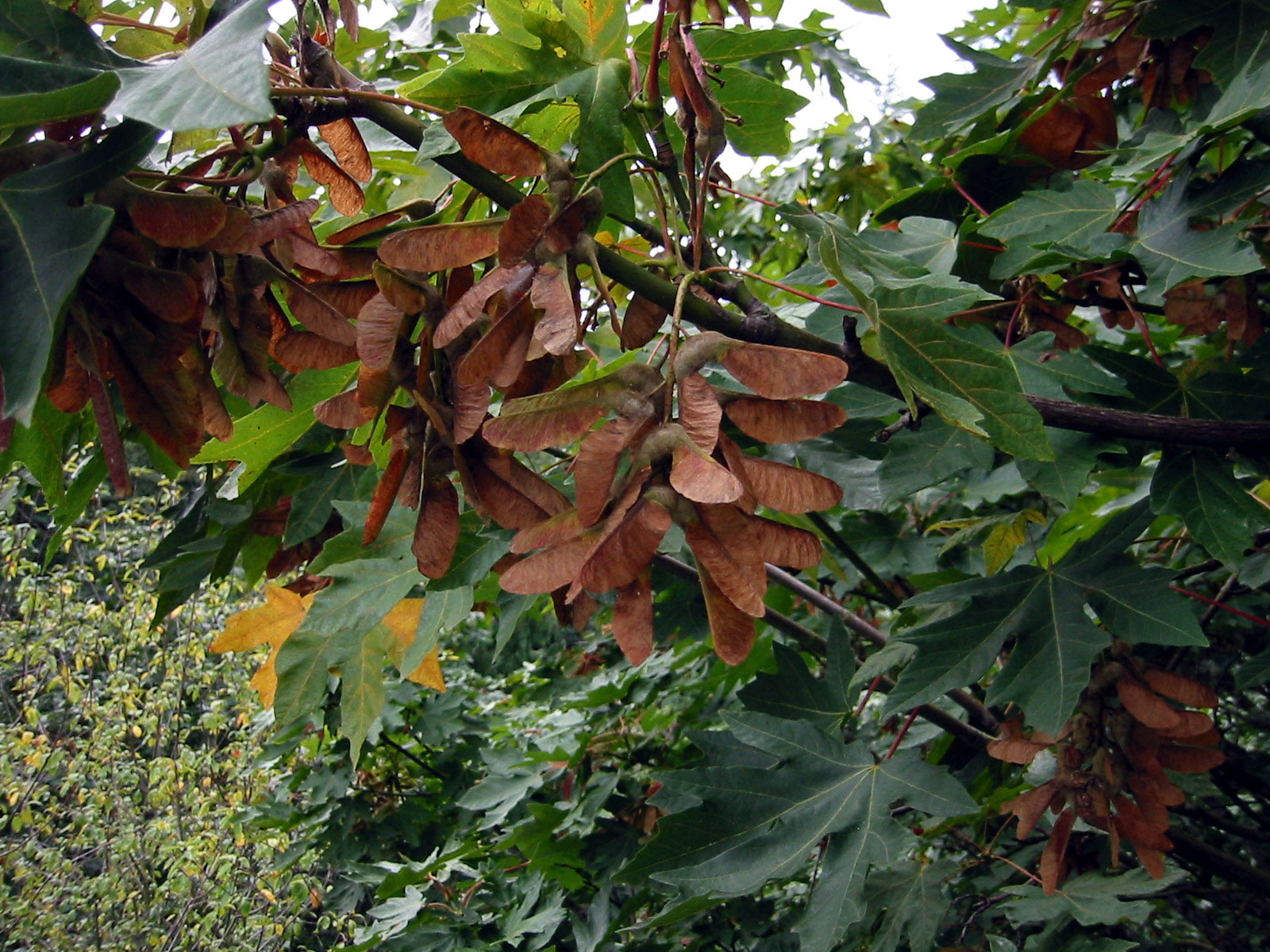
Termései
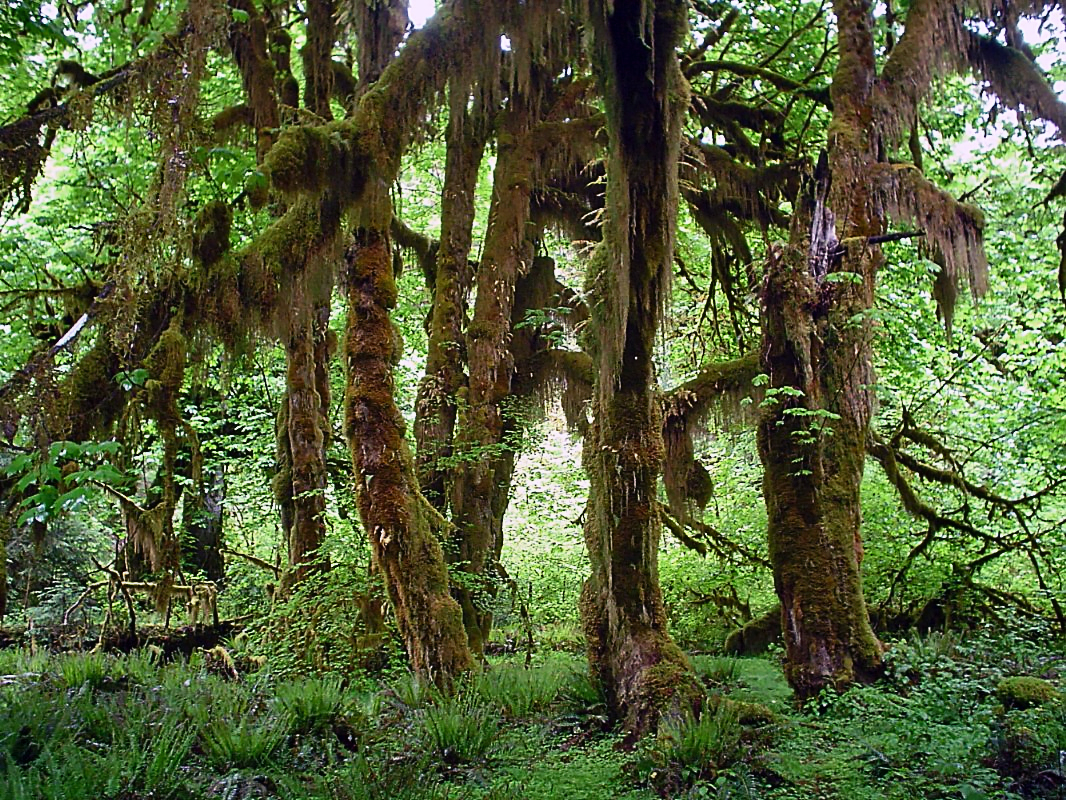
Élőhelyén